# طوابع بريد ليبيا الإيطالية

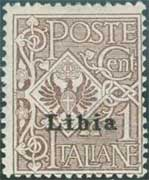
أول طابع ليبي مطبوع عليه طابع إيطاليا، عام 1912.

طوابع بريد ليبيا الإيطالية هي طوابع أصدرتها مملكة إيطاليا للاستخدام في ليبيا الإيطالية، بين عامي 1912 و1943، ليبيا الإيطالية هي المنطقة التي تضم ليبيا الآن كانت في الأصل ولاية تابعة للإمبراطورية العثمانية والتي تُنزِل عنها لإيطاليا في عام 1912، وأصبحت مستعمرة إيطالية بطوابعها الخاصة.

## تاريخ الطوابع وما كتب عليها
في عام 1912 طُبعت الطوابع الإيطالية وكُتِب فوقها "ليبيا"، ولاحقًا صَدرت طوابع استعمارية إيطالية خاصة لليبيا، وفي عام 1921 صدرت أول طوابع مكتوب عليها " ليبيا مستعمرة ايطالية".
طبعت جميع طوابع ليبيا أثناء حقبة الاستعمار من أعمال الطباعة في الحكومية الإيطالية. وقد خصص بعضها للاحتفال بأحداث إيطالية لا علاقة لها بليبيا.

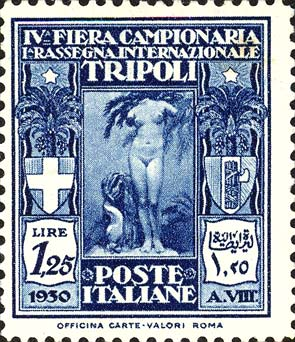
طابع بريدي صدر عام 1930 في معرض طرابلس الدولي.

كان لإقليم طرابلس وبرقة بين عامي ( 1924 و 1934) طوابعهما الخاصة، قبل أن يتم توحيدها في عام 1934 مع فزان كمستعمرة إيطالية. استخدمت الطوابع الخاصة بإقليمي طرابلس وبرقة مع طوابع ليبيا الإيطالية.
صدرت مجموعات خاصة من عام 1927 إلى عام 1938 مكتوب عليها "فييرا كامبيوناريا" (بالإنجليزية: Fiera Campionaria) في معرض طرابلس الدولي.

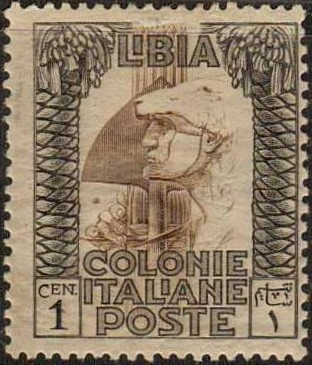
ختم من ليبيا الإيطالية عام 1921 يُظهر الفيلق الروماني.

أشهر الطوابع البريدية لليبيا الإيطالية هي التي تسمى بانوراميتشي، والتي صدرت بشكل رئيسي في أواخر الثلاثينيات، وتظهر فيها المناظر الطبيعية ومناظر المدن الليبية.
تحتوي جميع طوابع ليبيا الإيطالية على نقوش ثنائية اللغة (الإيطالية والعربية) للطوائف، ولقد اشتكى ألمان "الفيلق الإفريقي" من احتواء الطوابع على اللغة العربية خلال الحرب العالمية الثانية.

## الفهرس
- بيكاردي، ميشيل. ليبيا - السلسلة المصورة. بولونيا: البريد الإيطالي، 1993 63 صفحة.
- روسيتر وستيوارت وجون فلاور. أطلس الطوابع. لندن: ماكدونالد، 1986، ص. 275. ردمك 0-356-10862-7
- سيروتي ولويجي ونوتشيو تاروني. الاحتلال البريطاني للمستعمرات الإيطالية 1941-1950: التاريخ البريدي. ساسون S.R.L. روما، 2006، 363 ص.
- ستانلي جيبونز. كتالوج طوابع ستانلي جيبونز الجزء 8 إيطاليا وسويسرا. الطبعة السادسة. لندن: ستانلي جيبونز، 2003 ISBN 0-85259-554-9